# Ungnad von Weißenwolff

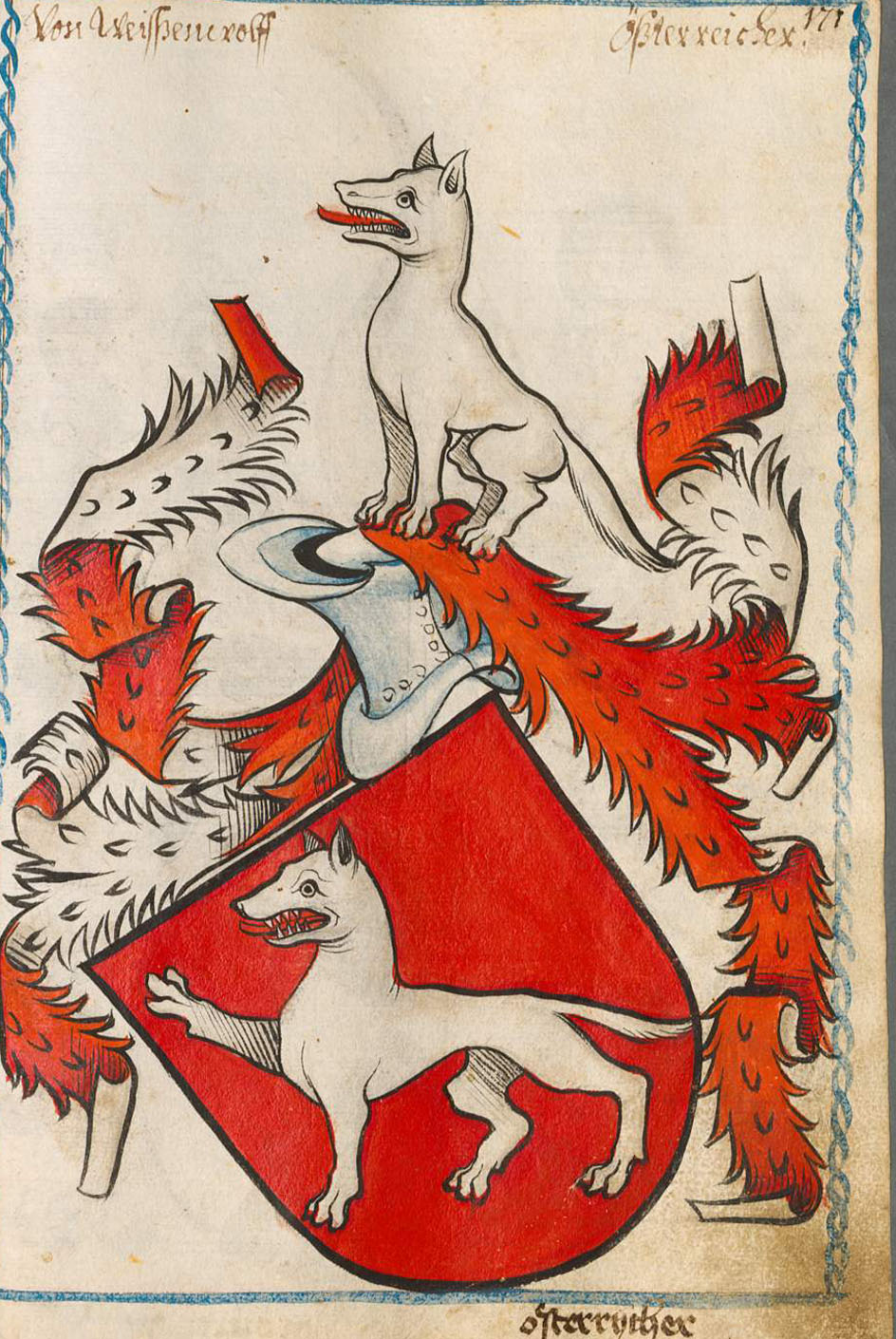
Stammwappen derer „Von Weisßenwolff“ „Österreicher“ (Ungnad von Weissenwolf) im Scheiblerschen Wappenbuch

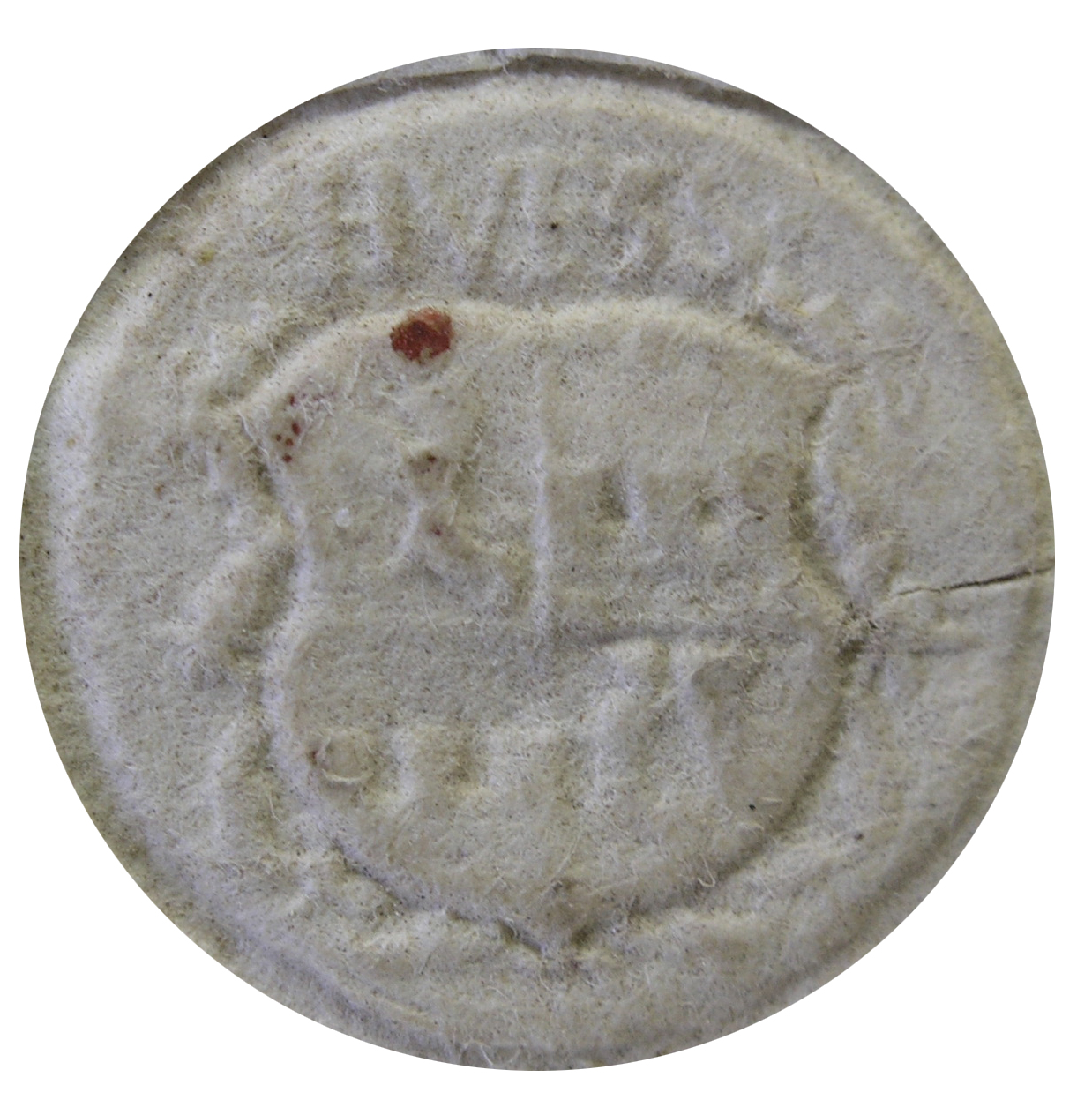
Johan Ungnad (Ungrady), Baron 1553 Pest (Budapest)

Ungnad von Weißenwolff (auch Ungnad von Weissenwolff) ist ein österreichisches hochadeliges Geschlecht.

## Geschichte

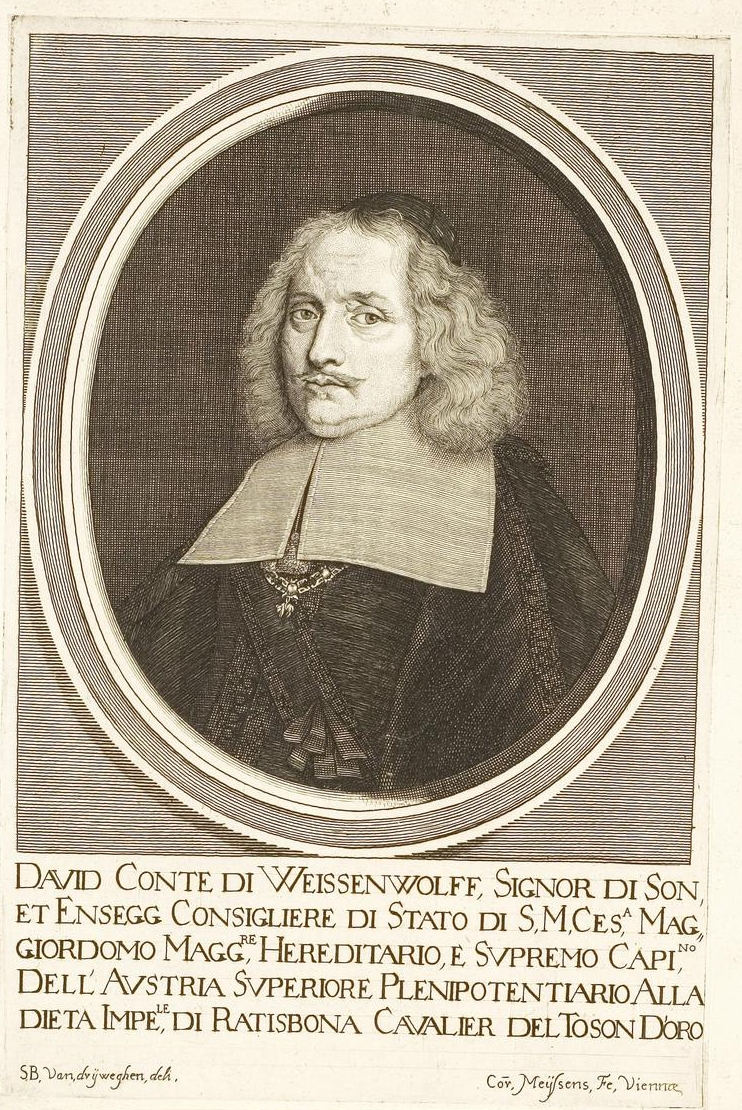
David zu Ungnad von Weissenwolff, Landeshauptmann von Oberösterreich

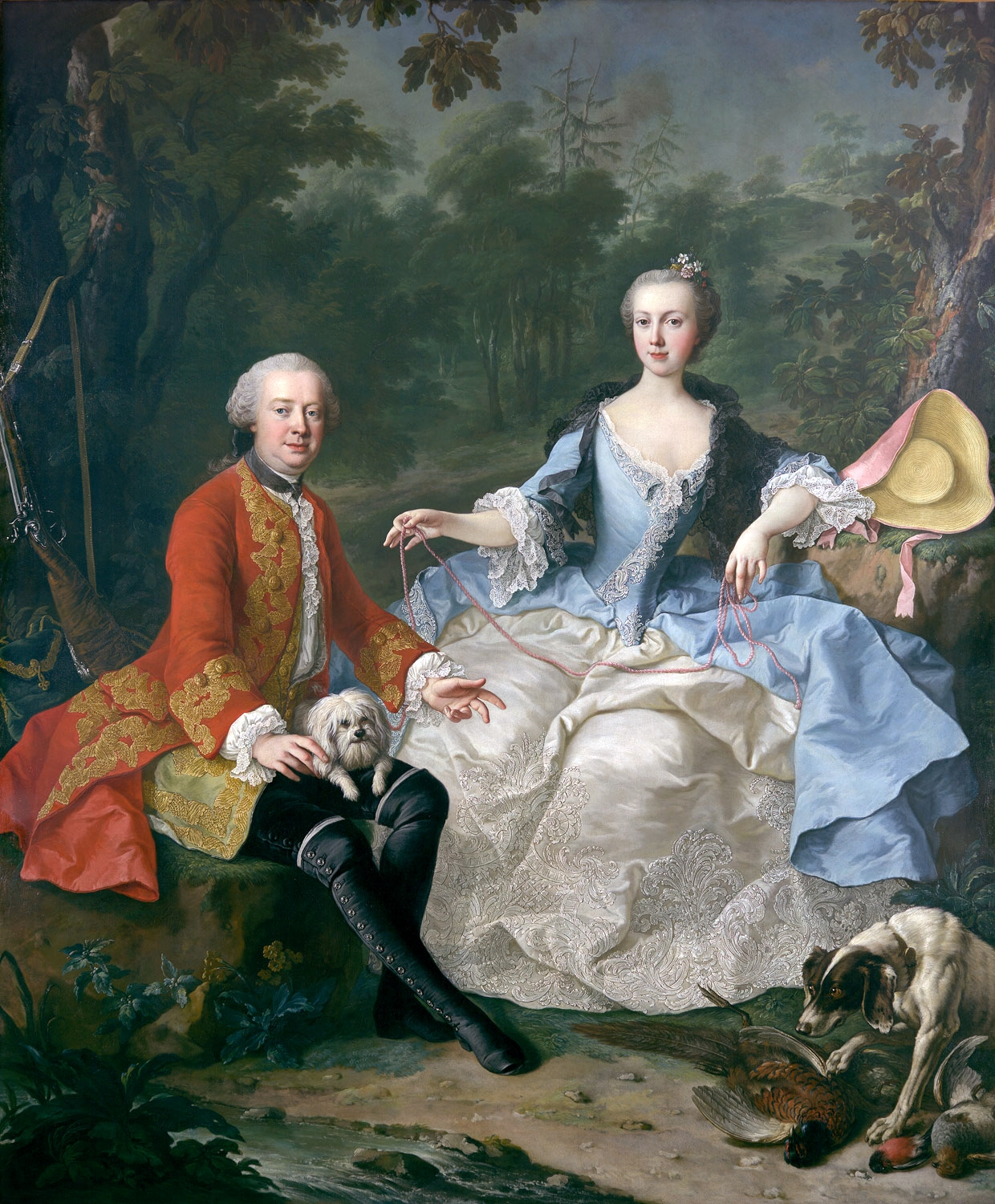
Ernestine Aloisia Ungnad von Weissenwolff mit ihrem Gatten Graf Giacomo Durazzo (Gemälde von Martin van Meytens, um 1760)

Das Adelsgeschlecht „von Weissenwolff“ stammt ursprünglich vermutlich aus Franken und ist ab dem 12. Jahrhundert als Ministeriale des Bischofs von Bamberg urkundlich und in Kärnten ansässig erwähnt. 1192 kämpfte ein Ulrich von Weissenwolff auf der Seite Rudolfs von Habsburg. Ab Mitte des 13. Jahrhunderts wird dem Namen „von Weissenwolff“ die Bezeichnung „Ungnad“ vorangestellt. Der Legende nach soll ein Heinrich von Weissenwolff die Raubritterburg des Turpin von Schachenstein belagert und ausgehungert haben. Der Raubritter selbst war rechtzeitig entkommen, hatte aber seine Frau zurückgelassen, die damit rechnete, dass ihr als Frau wohl Milde widerfahren würde und die Belagerung abgebrochen werden würde. Dem war nicht der Fall. Weissenwolff belagerte die Burg bis zur Kapitulation, bei der die Frau des Raubritters über die Burgmauern weithin hörbar immer wieder das Wort „Ungnade“ wiederholte. Weissenwolff betrachtete es als Ehrenbezeichnung, von einer Raubrittersfrau als „Ungnad“ bezeichnet zu werden und nahm den Namen an. Bis ins 17. Jahrhundert wurde dem Namen „Ungnad“ sogar mehr Bedeutung zugemessen als dem eigentlichen Geschlechternamen „Weissenwolff“.
Bedeutende Staatsmänner der Familie im Dienste der Habsburger waren Hans Ungnad Freiherr von Sonneck (1493–1564), David Ungnad von Weissenwolff (1604–1672), Johann Ungnad von Weißenwolff (1779–1855) und Konrad Paul Ungnad von Weissenwolff (1855–1912), österreichischer Gutsbesitzer und katholisch-konservativer Politiker.
Weibliche Mitglieder der Familie heirateten auch in hochadelige Familien ein, wie Ernestine Aloisia Ungnad von Weissenwolff (1732–1794), die mit Graf Giacomo Durazzo (1717–1794) verheiratet war, Maria Anna Ungnad von Weissenwolff (1795–1866), vermählt mit Graf Valentin Philipp Esterházy de Galántha (1786–1838) oder Marie Elisabeth Ungnad von Weissenwolff (1718–1790), vermählt mit Nikolaus I. Joseph Esterházy de Galantha (1714–1790). Elisabeth Ungnad von Weissenwolf war ein Patenkind von Gräfin Elisabeth von Oldenburg und bekam mit deren Sohn Anton Günther von Oldenburg den Bastard Anton I. von Aldenburg (1633–1680), der in den Reichsgrafenstand erhoben wurde. Es soll auch ein mit seinem Blut unterschriebenes Heiratsversprechen des regierenden Grafen von Oldenburg an Elisabeth Ungnad gegeben haben, das jedoch durch die Beeinflussung der Räte des Grafen kassiert wurde. Als die verwitwete Fürstin Juliane von Ostfriesland ihr Land vormundschaftlich für ihren Sohn regierte, gehörte Elisabeth Ungnad, Gräfin von Weissenwolff, zu den einflussreichsten Persönlichkeiten des Landes.
Als eines von 64 gräflichen Geschlechtern hatte die Familie einen erblichen Sitz im Herrenhaus, dem Oberhaus des österreichischen Reichsrates.
1917 starb der letzte männliche Weissenwolff, Nikolaus Ungnad Graf von Weissenwolff Freiherr von Sonnegg und Ennsegg. Niklas Altgraf zu Salm-Reifferscheidt-Raitz führt den Namen Ungnad Weissenwolff durch Adoption weiter.
Stammsitz der Grafen von Weissenwolff ist seit der Mitte des 17. Jahrhunderts Schloss Steyregg an der Donau bei Linz in Oberösterreich, welches heute als Veranstaltungsort genutzt werden kann.
Nikolaus Ungnad von Weißenwolff (1763–1825), Feldmarschallleutnant, zeichnete sich durch besondere Leistungen in der Völkerschlacht bei Leipzig aus. Zum Gedenken wählte der Ausmusterungsjahrgang 2016 der Theresianischen Militärakademie in Wiener Neustadt den Namen „Jahrgang Weissenwolff“.

## Weitere Namensträger
- Anna Maria Ungnad von Weißenwolff, Freiin von Sonnegg (1573–1606), Erbin der Herrschaft Münchenbernsdorf in Thüringen, Gemahlin des Grafen Christoph von Leiningen-Westerburg zu Schadeck (1575–1635), Mutter der Landgräfin Margarethe Elisabeth von Hessen-Homburg (1604–1667), welche als Witwe und Vormundschaft führende Mutter Regentin der Landgrafschaft Hessen-Homburg war
- David I. Ungnad von Weissenwolff (?–1600) war kaiserlicher Gesandter in Konstantinopel und brachte die Rosskastanie 1576 nach Wien.
- David Ungnad von Weissenwolff (1604–1672), erster Graf von Weißenwolf sowie Erblandhofmeister von Oberösterreich
- Elisabeth von Ungnad (1614–1683), Geliebte des Grafen Anton Günther von Oldenburg (1583–1667), Mutter des Grafen Anton I. von Aldenburg (1633–1680), Statthalter in den Grafschaften Oldenburg und Delmenhorst für den dänischen König
- Helmhard Christoph Ungnad von Weißenwolf (1635–1702), Landeshauptmann ob der Enns

## Wappen

### Stammwappen
Blasonierung: Das redende Wappen Stammwappen derer von Ungnad (nach dem Siegel von 1295) zeigt in Rot einen silbernen [= heraldisch weißen] Wolf; die Helmzier zeigt einen offenen Flug; auf dem Helm mit rot-silbernen Decken [späterhin nach 1295 dargestellt] der Wolf wachsend oder sitzend.

### Gemehrtes Wappen

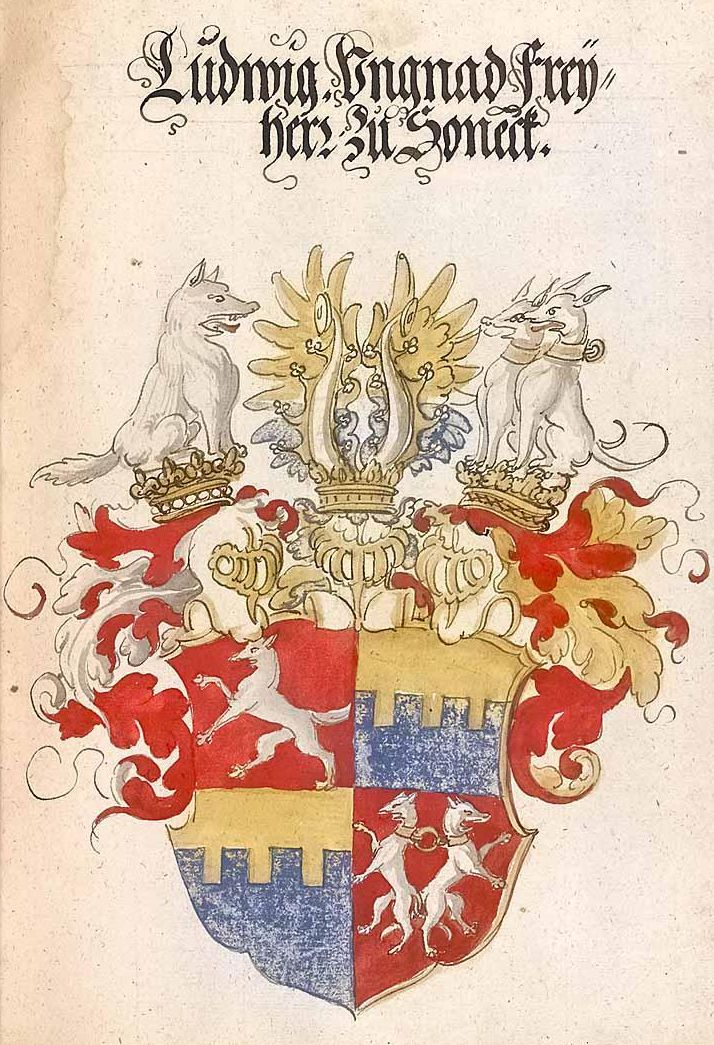
Gemehrtes Wappen der Grafen von Weissenwolff

Blasonierung: Das gemehrte Wappen derer von Ungnad zeigt den Schild geviert; im ersten roten Feld ein aufrecht stehender silberner Wolf und im roten vierten zwei silberne, Rücken an Rücken wehrhaft stehende Rüden mit goldenen Halsbändern und goldener Kette und Ring zusammengehalten; im zweiten und dritten goldenen Feld je eine blaue Mauer mit vier Zinnen; auf dem Wappenschild drei goldgekrönte Helme, auf dem rechten der Wolf und auf dem linken die beiden Rüden, mittig ein Flug; die Helmdecken sind Rot-Silber und Rot-Gold (nach anderer Darstellung ist im blauen Feld 2 und 3 die Mauer in Gold mit drei Zinnen)
Erklärung: Zu dem Element der Zinnen von Damaskus im Wappen derer von Weissenwolff ist legendär überliefert, dass anlässlich des Kreuzzuges Kaiser Friedrichs II. ins Hl. Land sich Conrad Weissenwolff 1247 bei der Eroberung der Stadtmauer von Damaskus derart auszeichnete, dass ihn der Kaiser in Jerusalem nicht nur zum Ritter schlug, sondern auch mit der „Corona Muralis“ (Mauerkrone) krönte. Zum Weissen Wolf kamen „Zinnen von Damaskus“.

### Spuren der Wappenelemente in heutiger Zeit

#### Gemeindewappen
Das Wappen der oberösterreichischen Gemeinde Kallham bezieht sich mit dem darin befindlichen silbernen Wolf auf das Wappen derer von Ungnad. Die goldene Zinnenmauer in der unteren Hälfte des Wappenschildes wird oft fälschlich mit Weissenwolff in Verbindung gebracht. Sie stammt aus der Wappenvermehrung mit der Familie Dumersdorf vom Mittwoch vor St. Georgstag 1449 unter Kaiser Friedrich III (* 1415; † 1493). Heute gilt sie als ein Symbol für das auf Kallhamer Gemeindegebiet gelegene Schloss Erlach, welches 1631 ein Herrschafts- und Gerichtssitz der Jörger von Tollet und ging erst nach deren Aussterben auf die Weissenwolff über.

#### Sonstiges
Der weiße bzw. silberne Wolf findet sich auch im Jahrgangsabzeichen „Weissenwolff“ der Theresianischen Militärakademie in Wiener Neustadt.

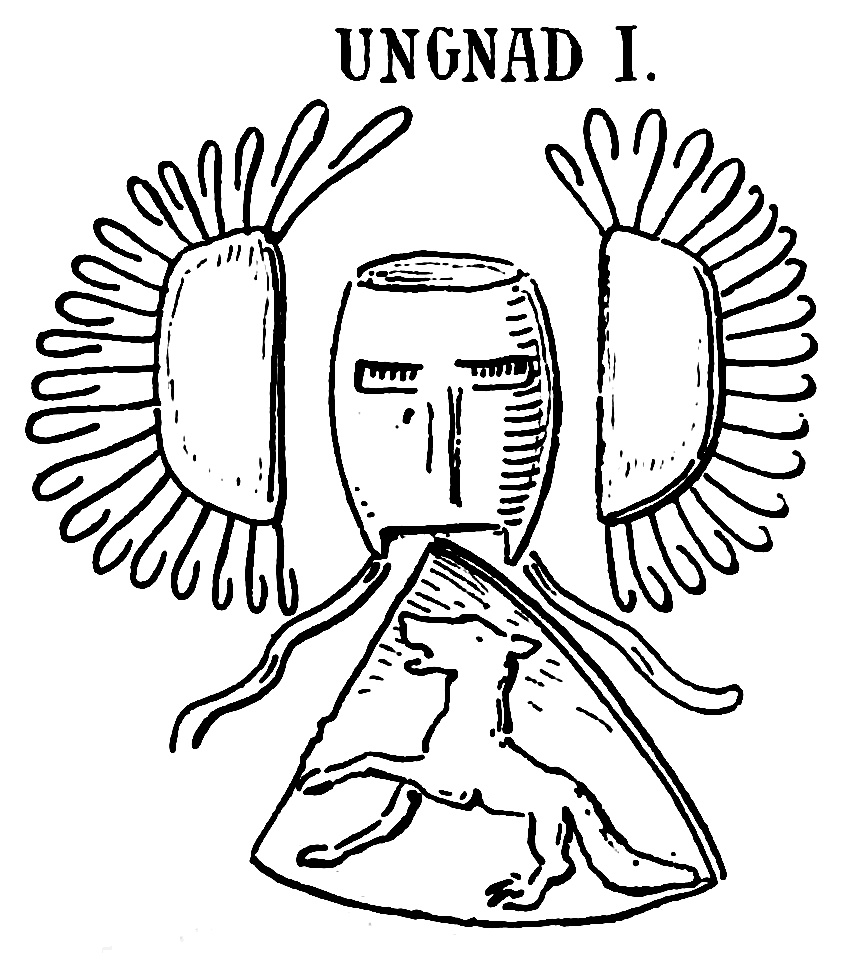
Stammwappen derer von Ungnad (Siegel von 1295)
Gemeindewappen von Kallham in Österreich
Jahrgangsabzeichen „Weissenwolff“  der Theresianischen Militärakademie in Wiener Neustadt